# Isodromus luppovae
Isodromus luppovae är en stekelart som beskrevs av Trjapitzin 1969. Isodromus luppovae ingår i släktet Isodromus och familjen sköldlussteklar.
Artens utbredningsområde är:
- Mongoliet.
- Turkmenistan.
- Tadzjikistan.
- Uzbekistan.

Inga underarter finns listade i Catalogue of Life.